# Palazzo San Francesco (Domodossola)
Palazzo San Francesco è un antico edificio posto nel centro storico di Domodossola, sede dei Musei Civici Gian Giacomo Galletti.

## La storia
Il Palazzo San Francesco fu costruito sulla pianta di una chiesa antecedente (risalente alla fine del XIII secolo) in onore del Santo omonimo. Quest'ultima, a cui era annesso un convento, era a tre navate delimitate da dodici colonne in serizzo con capitelli scolpiti simboleggianti scene eucaristiche, sfingi, mascheroni, foglie d'acanto.  Proprio nel convento si tennero quattro concili provinciali (XV e XVI secolo) e il 19 marzo 1381 venne firmato l'atto di dedizione degli Ossolani ai Visconti. Per ricordare questo fatto il municipio chiamò "Piazza della Convenzione" il largo davanti alla facciata della chiesa. I rivolgimenti politici e culturali che accompagnarono la nascita del Regno Napoleonico d'Italia portarono al passaggio della chiesa al Demanio dello Stato.
Successivamente, la chiesa venne acquistata dalla famiglia Belli che tra il 1810 e il 1879 attuò il primo importante intervento edilizio trasformando l'edificio da chiesa a Palazzo Belli: il campanile venne demolito, creato un piano sopraelevato e costruito uno scalone esterno a doppia rampa per assicurare il collegamento verticale fra i piani.
Nel 1879 la Fondazione Gian Giacomo Galletti acquistò l'edificio e lo rinominò Palazzo Galletti. Nel 1884, dopo un parziale restauro, la Fondazione vi istituí la propria sede ospitando le varie collezioni artistiche, naturalistiche ed etnografiche e la biblioteca della Fondazione stessa. L'ultimo consistente intervento edilizio avvenne tra il 1908 e il 1912, al fine di destinare il piano terreno ad uso scolastico.
Nel 1986, con lo scioglimento della Fondazione Gian Giacomo Galletti, il Palazzo divenne proprietà del Comune di Domodossola. Dopo alcuni anni di restauro, il piano terreno di Palazzo San Francesco, con gli affreschi dell’antica chiesa risalenti agli anni tra il XIV e XVI sec., diventa sede di mostre permanenti e temporanee. Dal 2011, una sezione del Palazzo ospitò la civica pinacoteca vigezzina di proprietà comunale, con opere fra l’altro di Giuseppe Rossetti, Carlo Gaudenzio Lupetti, Bernardino e Lorenzo Peretti, Carlo Fornara e Giovanni Battista Ciolina.
Dal giugno del 2021, dopo un esteso intervento di restauro e con un nuovo allestimento, sono state collocate nei piani superiori le collezioni archeologiche, mineralogiche e di scienze naturali fino a quel momento custodite presso il Deposito Museale di Via Rosmini, 20.
Il nuovo allestimento prevede che il piano terra sia utilizzato per mostre temporanee. Il primo piano ospita il museo di scienze naturali e il secondo la pinacoteca, la sezione archeologica e quella di arte sacra.

## Mostre temporanee
| Anno | Date                             | Titolo                                                       | Riassunto | Curatori                                             | Note        |
| ---- | -------------------------------- | ------------------------------------------------------------ | --- | ---------------------------------------------------- | ----------- |
| 2024 | 18 luglio 2024 - 12 gennaio 2025 | I tempi del Bello. Tra mondo classico, Guido Reni e Magritte | Leopardi individua il “Tempo de Bello” nella Grecia del V secolo a.C., quando artisti come Fidia, Mirone e Policleto interpretavano il concetto di bellezza come frutto di un equilibrio di valori estetici ed etici, espresso dal termine kalokagathìa. Il percorso espositivo associa opere di scultura classica, reperti archeologici, sculture rinascimentali, sculture e dipinti seicenteschi, neoclassici fino ad opere del Novecento. | Antonio D'Amico, Stefano Papetti e Federico Troletti |             |
| 2023 | 21 luglio 2023 - 7 gennaio 2024  | Il gran teatro della luce. Tra Tiziano e Renoir              | La mostra è dedicata all'utilizzo della luce nella pittura. Tra le opere vi sono dipinti di fiamminghi come Gherardo delle Notti, Adam de Coster e Trophime Bigot ma anche Inganni, de Chirico, la Deposizione di Cristo nel sepolcro di Tiziano (Pinacoteca Ambrosiana di Milano). Nel percorso vi sono diversi paesaggi, degli inediti di Ashton e Pennasilico e opere di divisionisti, Giuseppe Pellizza da Volpedo, e Les laveuses au Béal, Cagnes di Pierre-Auguste Renoir. Presente inoltre il Plastico con gli impianti idroelettrici della valle del Toce risalente al 1930 ca., con alcune rare fotografie retroilluminate. | Antonio D'Amico e Federico Troletti                  |             |
| 2022 | 14 luglio - 11 dicembre          | Nel segno delle donne. Tra Boldini, Sironi e Picasso         | Mostra dedicata al ruolo della donna negli anni che chiudono l’Ottocento e aprono il XX secolo tra sculture, macchine fotografiche d’epoca, abiti, fotografie e dipinti tra cui quelli di Zandomeneghi, Mario Cavaglieri, Giovanni Fattori, Silvestro Lega, Vittorio Amedeo Corcos, Giacomo Grosso, Cesare Maggi, Carlo Carrà, Giuseppe Pellizza da Volpedo, fino a Mario Sironi, Amedeo Modigliani e Pablo Picasso, fa emergere la figura femminile come chiave di lettura della modernità. | Antonio D'Amico e Federico Troletti                  |             |
| 2019 | 22 giugno - 03 novembre          | Balla Boccioni Depero. Costruire lo spazio del futuro        | Mostra dedicata al Futurismo con opere di Umberto Boccioni, Giacomo Balla, Fortunato Depero, Gerardo Dottori, Tulio Crali e altri artisti dall'ultimo decennio dell'Ottocento fino al 1960. | Antonio D’Amico                                      | [ 5 ] [ 6 ] |
| 2018 | 15 luglio - 31 ottobre           | De Chirico De Pisis. La mente altrove                        | Mostra dedicata al modo figurativo ed onirico di Giorgio de Chirico e Filippo de Pisis con 40 opere provenienti da prestigiose collezioni private italiane ed estere. | Antonio D’Amico                                      |             |
| 2016 | 09 gennaio - 20 febbraio         | Twin Towers Forever                                          | Mostra fotografica rievocativa a 15 anni dal terribile attentato alle Torri Gemelle, nata per non dimenticare il tragico 11 Settembre 2001 a New York | Rolando Giambelli                                    |             |
| 2015 | 30 maggio - 31 ottobre           | Ritratti ed incontri                                         | Personaggi della cultura, dell'arte, dello sport, dello spettacolo, della politica raccolti in una variegata mostra fotografica, curata da Renato Grignaschi, fotografo collaboratore di prestigiose riviste internazionali quali Vogue e Vanity Fair | Renato Grignaschi                                    |             |
| 2015 | 18 aprile - 20 maggio            | I bambini ricordano: Sant'Anna di Stazzema 12 agosto 1944    | Opera fotografica firmata Oliviero Toscani e proposta la prima volta presso il Museo Storico della Resistenza di S. Anna di Stazzema. Una grande raccolta di immagini dei sopravvissuti all'eccidio, cui sono affiancate testimonianze raccolte tra le stesse persone fotografate. | Oliviero Toscani                                     |             |
| 2014 | 30 maggio - 7 settembre          | La Sabauda in tour per le città                              | Opere della Galleria Sabauda di Torino esposte in 14 città piemontesi. A Domodossola l'opera di Francesco Solimena: La cacciata di Eliodoro dal Tempio | Edith Gabrielli                                      |             |
| 2014 | 10 maggio - 30 settembre         | Metafisiche                                                  | 44 scatti in bianco e nero del fotografo artista Gabriele Croppi, da New York alla Val d'Ossola. Temi centrali il paesaggio e l'uomo nelle sue diverse dimensioni (fisica, intellettuale, spirituale). | Matteo Galbiati                                      |             |
| 2013 | 3 giugno - 31 ottobre            | Léonard Gianadda. Fotoreporter degli Anni '50                | La mostra fotografica si concentra attorno ai viaggi che il poliedrico fotoreporter e mecenate svizzero Léonard Gianadda ha compiuto tra il 1952 e il 1966: Italia (1952), Egitto (1956), Italia-Tunisia (1957), Spagna-Marocco (1958) | Jean-Henry Papilloud - Sophia Cantinotti             |             |